# Podgora, Gorica
Podgora (italijansko Piedimonte del Calvario, furlansko Pudigori) je mestna četrt Občine Gorica.
Leta 1927 je Podgora postala del Gorice.

## Predeli
- Britof
- Konc
- Štuprca
- V Vasi
- Vrbje
- Pri Županovih

## Prazniki in tradicije
V Podgori je prisotnih še nekaj tradicij in praznikov. Najbolj priljubljene so Križev pot, ki se vzpenja na Kalvarijo, praznik sv. Gotarda in proslave za 25. april in za prvi november.
Domače društvo P.D. Podgora proslavlja in se pominja na Lojzeta Bratuža in njegovo prerano smrt.

## Znani krajani
- Ivo Bolčina, prosvetni delavec
- Franc Kocjančič, soustanovitelj podjetja Tosama